# Mallomys aroaensis
Mallomys aroaensis is een knaagdier uit het geslacht Mallomys.

## Kenmerken
Deze soort heeft een grijze rugvacht en een witte buik. De oren zijn donker van kleur. De kop-romplengte bedraagt 344 tot 415 mm, de staartlengte 335 tot 435 mm, de achtervoetlengte 64,4 tot 72 mm, de oorlengte 25,3 tot 27,5 mm en het gewicht 1410 tot 2000 gram. Vrouwtjes hebben 1+2=6 mammae.

## Leefwijze
Deze soort heeft zowel holen in rotsachtige gebieden als in zachte aarde. Waarschijnlijk eet hij bladeren en knoppen. 's Nachts klimt het dier in bomen om zich te voeden.

## Voortplanting
Per worp krijgt het vrouwtje één jong, dat lang bij haar blijft.

## Verspreiding
Deze soort komt voor op Nieuw-Guinea. Deze soort komt voor van het Arfakgebergte op de Vogelkop in het uiterste westen tot op Mount Simpson in het uiterste zuidoosten van Nieuw-Guinea. Het dier komt ook voor op het Huonschiereiland. Het dier leeft op 1100 tot 2700 m hoogte. De Tavade (Central Province, Papoea-Nieuw-Guinea) noemen dit dier "diolo", de Daribi (Chimbu Province, Papoea-Nieuw-Guinea) noemen M. araoensis (en Hyomys goliath) "bogoli", de Pawia (ook uit Chimbu Province) noemen dit dier "tepu", en de Daga (Milne Bay Province) noemen dit dier "sigun".

## Ondersoorten
Er zijn twee ondersoorten:
- Mallomys aroaensis hercules (Huon-schiereiland)
- Mallomys aroaensis aroaensis (rest van het verspreidingsgebied)

Mallomys aroaensis · Bergwolrat (Mallomys gunung) · Mallomys istapantap · Gladstaartreuzenrat (Mallomys rothschildi)